# Lijst van schilderijen in het Rijksmuseum Amsterdam/Noodnamen
Lijst van schilderijen in het Rijksmuseum Amsterdam met werken van anonieme schilders aan wie een noodnaam is gegeven. Vermeldingen in het grijs geven aan dat het werk geen deel meer uitmaakt van de collectie van het Rijksmuseum, bijvoorbeeld omdat het in bruikleen gegeven is aan een andere instelling of omdat het teruggegeven is aan de bruikleengever.
| Inventarisnummer | Toeschrijving                                                              | Titel | Datering                  | Afbeelding |
| ---------------- | -------------------------------------------------------------------------- | --- | ------------------------- | ---------- |
| SK-A-849         | Meester van de Aanbidding te Lille                                         | De heilige maagschap | Ca. 1520-1530             |            |
| SK-A-2815        | Meester van Alkmaar                                                        | De zeven werken van barmhartigheid | 1504                      |            |
| SK-C-1364        | Toegeschreven aan de Meester van Alkmaar                                   | Drieluik met de aanbidding der koningen | Ca. 1500-1504             |            |
| SK-A-1307        | Toegeschreven aan de Meester van Alkmaar                                   | Twee panelen van een altaarstuk met Jezus onder de schriftgeleerden en de besnijdenis                                                                                 | Ca. 1520-1535             |            |
| SK-A-1308        | Toegeschreven aan de Meester van Alkmaar                                   | Twee panelen van een altaarstuk met Jezus onder de schriftgeleerden en de besnijdenis                                                                                 | Ca. 1520-1535             |            |
| SK-A-3007        | Meester Allegro                                                            | De aanbidding van het kind | 1480-1515                 |            |
| SK-A-2962        | Meester van de Amsterdamse Bodegón                                         | Keukenstuk | 1610-1625                 |            |
| SK-A-3467        | Meester van het Amsterdamse sterfbed van Maria                             | Het sterfbed van Maria | Ca. 1500                  |            |
| SK-A-2129        | Omgeving van de Meester van het Amsterdamse sterfbed van Maria             | Het laatste avondmaal | Ca. 1485-1500             |            |
| SK-A-2130        | Omgeving van de Meester van het Amsterdamse sterfbed van Maria             | De opstanding | Ca. 1485-1500             |            |
| SK-C-1597-A      | Meester van de Badia van Isola                                             | Maria met kind | Ca. 1300                  |            |
| SK-C-1597-B      | Trant van de Meester van de Badia van Isola (Johann Anton Ramboux?)        | Maria met kind | 1805-1866                 |            |
| SK-A-3468        | Meester van de Barmhartige Samaritaan                                      | De barmhartige Samaritaan | 1537                      |            |
| SK-A-2563        | Meester van de Brunswijkse Diptiek                                         | De geboorte van Christus | Ca. 1490-1500             |            |
| SK-A-3305        | Toegeschreven aan de meester van de Brunswijkse Diptiek                    | Vleugels van een drieluik met de heiligen Valerianus en Cecilia | Ca. 1490-1500             |            |
| SK-A-3306        | Toegeschreven aan de meester van de Brunswijkse Diptiek                    | Vleugels van een drieluik met de heiligen Valerianus en Cecilia | Ca. 1490-1500             |            |
| SK-A-3012        | Meester van de Conversazione di Santo Spirito                              | Maria met Christuskind en Johannes de Doper | Ca. 1490-1515             |            |
| SK-C-1168        | Meester van Delft                                                          | Drieluik met Maria en kind in besloten tuin | 1480-1520                 |            |
| SK-A-3141        | Meester van Delft                                                          | Drieluik met Maria en kind in besloten tuin | 1480-1520                 |            |
| SK-A-3325        | Meester van Delft                                                          | Maria en Johannes wenend bij het lichaam van Christus | Ca. 1500-1510             |            |
| SK-A-3145        | Meester van de Heilige Elisabeth-Panelen                                   | Panelen van een altaarstuk met episoden uit het leven van de heilige Elisabeth en de Sint-Elisabethsvloed                                                             | Ca. 1490-1495             |            |
| SK-A-3146        | Meester van de Heilige Elisabeth-Panelen                                   | Panelen van een altaarstuk met episoden uit het leven van de heilige Elisabeth en de Sint-Elisabethsvloed                                                             | Ca. 1490-1495             |            |
| SK-A-3147-A      | Meester van de Heilige Elisabeth-Panelen                                   | Panelen van een altaarstuk met episoden uit het leven van de heilige Elisabeth en de Sint-Elisabethsvloed                                                             | Ca. 1490-1495             |            |
| SK-A-3147-B      | Meester van de Heilige Elisabeth-Panelen                                   | Panelen van een altaarstuk met episoden uit het leven van de heilige Elisabeth en de Sint-Elisabethsvloed                                                             | Ca. 1490-1495             |            |
| SK-A-3310        | Omgeving van de Meester E.S.                                               | De heiligen Antonius de Heremiet en Sebastiaan | Ca. 1460                  |            |
| SK-A-3311        | Omgeving van de Meester E.S.                                               | De heiligen Antonius de Heremiet en Sebastiaan | Ca. 1460                  |            |
| SK-A-1537        | Meester van het Familieportret De Moucheron                                | Portret van Pierre de Moucheron, zijn echtgenote Isabeau de Gerbier, hun achttien kinderen, hun schoonzoon Allard de la Dale en hun eerste kleinkind                  | 1563                      |            |
| SK-A-4125        | Meester van het Johannes-Altaar                                            | De heilige Anna te Drieën met stichters en de heiligen Franciscus en Lidwina                                                                                          | Ca. 1490-1500             |            |
| SK-A-1688        | Meester van de Kruisafneming van Figdor                                    | Het martelaarschap van Sint-Lucia | Ca. 1505-1510             |            |
| SK-A-2212        | Omgeving van de Meester van de Kruisafneming van Figdor                    | Christus aan het kruis | 1505                      |            |
| SK-A-962-B       | Meester van de Legende van de Heilige Magdalena                            | Twee vleugels van een drieluik met de stichter, Thomas Isaacq, vergezeld door de heilige Thomas en de echtgenote van de stichter vergezeld door de heilige Margaretha | Ca. 1505-1510             |            |
| SK-C-1777        | Toegeschreven aan de Meester van de Legende van de Heilige Magdalena       | Tweeluik met Maria met kind en de stichter Willem van Bibaut | 1475-1480 en/of 1525-1530 |            |
| SK-A-3326        | Toegeschreven aan de Meester van de (Brugse) Legende van de Heilige Ursula | Linkerluik van een drieluik: een schenker met twee zonen en Johannes de Evangelist                                                                                    | Ca. 1480-1485             |            |
| SK-A-3225        | Meester met de Papegaai                                                    | De zelfmoord van Lucretia | 1500-1525                 |            |
| SK-A-1727        | Meester van Rhenen                                                         | Het beleg van Rhenen | 1499-1525                 |            |
| SK-C-809         | Meester van het Salemer Altaar                                             | De verkondiging aan Maria | 1490-1510                 |            |
| SK-A-2547        | Meester van het Salemer Altaar                                             | De verkondiging aan Maria | 1490-1510                 |            |
| SK-A-3013        | Toegeschreven aan de Meester van San Miniato                               | Maria met kind | 1460-1480                 |            |
| SK-A-3974        | Meester van de Slag bij Anghiari                                           | De triomftocht van Aemilius Paulus na de slag bij Pydna, 168 voor Christus                                                                                            | Ca. 1450                  |            |
| SK-A-2312        | Meester van de Spes Nostra                                                 | Memorietafel | Ca. 1500                  |            |
| SK-A-501         | Meester van de Virgo inter Virgines                                        | Maria met Jezus en vier heilige maagden | Ca. 1495-1500             |            |
| SK-A-3975        | Trant of omgeving van de Meester van de Virgo inter Virgines               | De opstanding van Christus | 1470-1500                 |            |
| SK-A-3140        | Meester van de Vorstenportretten                                           | Portret van Engelbrecht II, graaf van Nassau | 1487                      |            |
| SK-A-3130        | Meester van de vrouwelijke halffiguren                                     | Maria met kind | Ca. 1520-1540             |            |
| SK-A-3255        | Omgeving van de Meester van de vrouwelijke halffiguren                     | Het oordeel van Paris | 1532                      |            |